# Котляревське (Лубенський район)
Котляре́вське —  село в Україні, у Новооржицькій громаді Лубенського району Полтавської області. Населення становить 112 осіб. Колишній орган місцевого самоврядування — Воронинцівська сільська рада.

## Географія
Село Котляревське знаходиться на правому березі річки Сліпорід, вище за течією примикає село Козаче, нижче за течією примикає село Приймівщина, на протилежному березі - села Воронинці та Новоселівка.

## Історія
- 12 червня 2020 року, відповідно до розпорядження Кабінету Міністрів України № 721-р «Про визначення адміністративних центрів та затвердження територій територіальних громад Полтавської області», село увійшло до складу Новооржицької селищної громади[1].
- 19 липня 2020 року, в результаті адміністративно - територіальної реформи та ліквідації  Оржицького району, село увійшло до складу новоутвореного Лубенського району[2].